# Диого Лопес де Сикейра
Диого Лопес де Сикейра (на португалски: Diogo Lopes de Sequeira) е португалски мореплавател, адмирал, изследовател на Африка и Азия.

## Експедиционна и военна дейност (1508 – 1520)
Към 1507 получените сведения за Мадагаскар създават у португалските власти илюзия за богатството на острова на джинджифил с по-добро качество от индийския. Кралят е заинтересован от уверенията на „очевидци“ за наличието на острова на подправки и скъпоценни камъни, преди всичко защото, той се намира значително по-близо до Португалия, от Индия. За проверка на тези сведения на 4 април 1508 към Мадагаскар се отправят четири кораба под командването на Диого Лопес де Сикейра с инструкцията да проведат щателно изследване на западното крайбрежие на острова, а след това да се отправят към Малака. На един от корабите се намира и бъдещият първи околосветски мореплавател Фернандо Магелан.
На 4 август 1508 Сикейра достига до югозападния бряг на Мадагаскар на 24° ю.ш., на 10 август заобикаля южния край на острова – в нарушение на инструкциите и продължава на север като открива цялото източното крайбрежие с дължина над 2000 km. На 20 януари 1509, на 15°45′ ю. ш. 49°50′ и. д. / 15.75° ю. ш. 49.833333° и. д., е открит единствения голям залив на източното крайбрежие – залива Антонжил. По време на цялото плаване покрай Мадагаскар португалците не намират никакви подправки, злато и скъпоценни камъни и оттам се отправят към Индия и пристигат там през април 1509.
По заповед на вицекраля на Индия Франсиско де Алмейда към корабите се присъединява още един и няколко десетки войници и през Бенгалския залив в началото на септември 1509 ескадрата, водена от Сикейра, достига до Малака, като по пътя португалците откриват северното крайбрежие на остров Суматра. Местния султан, вече наслушал се за португалската експанзия, радушно приема португалците, те сключват с него изгоден за тях търговски договор и започват изкупуване на мускатови орехи и карамфил, на много по-ниски цени от тези в Индия.
След няколко дни, когато голяма част от войниците и моряците се намират на брега, султанът заповядва да бъдат нападнати и завзети корабите на португалците. Благодарение на това, че Сикейра е предупреден предварително от един от офицерите си, който заподозрява нещо, атаката на малайците е отбита, но всички войници и моряци, които се намират на брега са пленени. След артилерийски обстрел на града и безуспешни преговори за връщането на пленниците Сикейра е принуден да се върне в Индия без да успее да завоюва Малака.
През 1511 г., флотилия от 19 бойни кораба водена от Афонсу де Албукерке, след кръвопролитно сражение завладява града. В щурма към града участва и Диого Лопес де Сикейра. От 1518 до 1522 Сикейра е губернатор на Португалска Индия. През 1520 води военна кампания в Червено море, която ускорява първото легитимно португалско посолство в Етиопия.